# ويليام د. لوتز
ويليام د. لوتز (بالإنجليزية: William D. Lutz)‏ هو لغوي أمريكي، ولد في 12 ديسمبر 1940 في راسين في الولايات المتحدة.

## وصلات خارجية
- ويليام د. لوتز على موقع إن إن دي بي (الإنجليزية)